# 버드와이저 이벤트 센터
버드와이저 이벤트 센터(Budweiser Events Center)는 미국 콜로라도주 러브랜드에 위치한 실내 경기장이다. 현재 ECHL 콜로라도 이글스의 홈경기장으로 사용되고 있다.